# 苗竹仔
苗竹仔（学名：Schizostachyum dumetorum）为禾本科思劳竹属下的一个种。

## 扩展阅读
- 維基物種上的相關：苗竹仔